# OPPO Reno3 5G
OPPO Reno3 5G（オッポ リノスリー ファイブジー）とは、オウガ・ジャパンがSoftbank向けに2020年に発売したスマートフォンである。

## 概要
Reno3 5Gは、オウガ・ジャパンがSoftbank向けに販売した、大陸版Reno3 Proのカスタマイズモデルである。SIMフリー版は存在せず、キャリア専売モデルとなる。Felicaを搭載しIP68の防水に対応するなど、日本人のニーズを満たせるような一台にされた。プロセッサーやディスプレイなどの基本的な構成は変更されていない。